# Партизанский театр
Партиза́нский теа́тр (англ. guerrilla theatre) — форма политического протеста, предполагающая неожиданные выступления в общественных местах для случайной, ничего не подозревающей публики.
Слово является производным от испанского guerrilla, вольно переведенного как «маленький воин». Партизанский театр имеет истоки в наследии советского агитпропа, Театре жестокости Антонена Арто, Эпического театра Бертольта Брехта.

## Происхождение термина
Впервые термин был использован примерно в 1965 году для описания Труппы Мимов, кочевой театральной группы, исполняющей пьесы на социально и политически значимые темы в парках Сан-Франциско. Авторство фразы приписывают Ронни Дэвису или Питеру Бергу, директору-основателю и члену Труппы соответственно.
Понятие стало широко использоваться после публикации эссе Дэвиса «Партизанский театр: 1965» в «Tulane Drama Review» (1966). В тексте Дэвис утверждает, что партизанский театр предназначен для демонстрации «эффективного протеста или социальной конфронтации», чтобы «противостоять лицемерию в обществе».

## Практики партизанского театра
Многие театральные группы переняли методы партизанского театра во время войны во Вьетнаме и социальных протестов 1960-х гг., чтобы повышать осведомленность граждан о социально-политических проблемах.
Среди наиболее заметных кейсов — Живой театр, Театр Bread and Puppet, «Эль Театро Кампесино» (El Teatro Campesino) Луиса Вальдеса, Йиппи, Свободный Южный театр (Free Southern Theater).
После развития в контексте масштабного протестного движения 1960-х годов партизанский театр стал опорой политического и социального сопротивления в практиках многих национальных и международных организаций в конце 1970-80-х годах. Партизанская тактика использовалась для привлечения внимания ко многим социальным проблемам, таким как гендерная дискриминация в сфере искусства (группа Guerrilla Girls), экологический кризис (партизанский театр Greenpeace), эпидемия СПИДа (ACT UP). Эти группы использовали методы партизанского театра и превратились из небольших коллективов в национальные и международные общественно-политические движения.
С 1980-х годов партизанский театр остается важной и популярной формой социального и политического протеста. Современные партизанские группы нацелены на решение социальных и политических проблем творческими методами, в подрывных и сатирических формах.
Преподобный Билли и церковь Стоп-шоппинг появились в Нью-Йорке и распространили свое влияния по всем Штатам, заявляя о необходимости разрушить корпоративный контроль на экономикой США. Церковь Ladies for Choice выступает против запретов абортов, Церковь эвтаназии привлекает внимание к проблеме перенаселения, Подпольная повстанческая клоунская армия (CIRCA, Clandestine Insurgent Rebel Clown Army) в Британии использует клоунаду, чтобы высмеивать политические решения; Агентство по борьбе с нефтью (The Oil Enforcement Agency) в сатирической манере рассказывает об экономических и экологических проблемах, связанных с зависимостью экономики и жизни общества от нефти; «Миллиардеры за Буша» высмеивали корпоративное лоббирование и контроль крупных корпораций над политической системой США.
Международное движение Reclaim the Streets выступает за пересмотр отношения к улицам и их общественному предназначению, уменьшение автомобильного движения, восстановление общественных пространств как площадки свободного самовыражения граждан.
Начиная с 1995 года RTS захватывает для своих спонтанных акций оживленные улицы, перекрестки и даже отрезки скоростных шоссе. Тысячи людей собираются в назначенном месте и устраивают вечеринки с танцами, музыкой и театральными представлениями. Организаторы находят творческий способ блокировать движение машин: например, инсценируют столкновение двух автомобилей и потасовку водителей. Или устанавливают шестиметровую конструкцию на трех ножках, на верхней части которой подвешивают активиста: тренога мешает ездить машинам, но не останавливает пешеходов. После блокировки движения улицу объявляют «открытой», устанавливают дорожные знаки с надписями «Дышать разрешено», «Зона, свободная от автомобилей» и «Вернем себе пространство». Появляется и знак RTS — молния на разноцветном фоне.
В вечеринках участвует разнородная публика — от байкеров и клоунов на ходулях до барабанщиков и рейверов. На «открытой улице» могли поставить волейбольные сетки, ковры, диваны, бассейны, большие песочницы. Во время таких акций раздают бесплатные напитки и угощения, играют с летающими дисками, танцуют на крышах машин и автобусов. Так методы и язык партизанской коммуникации используются в уличном протесте за некоммерциализованное пространство для людей в большом городе.